# Муравьиное дерево
Хандроантус импетигинозный ((лат. Handroanthus impetiginosa), или Табебуйя импетигинозная (по устаревшему синонимичному названию лат. Tabebuia impetiginosa), также известный под тривиальными названиями Муравьиное дерево, Розовое ипе́, Розовое лапа́чо — древесное растение рода Хандроантус семейства Бигнониевые, произрастающее во всех государствах Центральной и Южной Америки от северной Мексики до северной Аргентины, особенно в Колумбии, Венесуэле, Бразилии. Является обычным растением в северо-восточных районах Аргентины и на юго-востоке Боливии. Местом происхождения этого дерева считаются острова Тринидад и Тобаго.

## Другие названия
Это дерево имеет долгую историю использования человеком, вследствие чего у него есть много местных названий: ипе-кавата, ипе-комум, ипе-рето, ипе-роса, ипе-рохо-дамата, лапачо негро, пау д’арко-рохо, пэува или пиува. Древесина иногда продаётся под названием «бразильское дерево», хотя это название обычно используют для обозначения неродственного дерева вида Caesalpinia echinata.
Это растение иногда называют бразильским орехом, но чаще это название используют для обозначения растения Bertholletia excelsa Humb. & Bonpl. (Бертолетия высокая).

## Описание
Розовое лапачо — это довольно большое листопадное дерево, достигающее 80 см в диаметре и 30 м в высоту. Треть этой высоты обычно составляет ствол, а две трети — крона с длинными ветвями. Крона дерева большая, шарообразная, но зачастую редкая. Листья непарноперистые, длиной от 5 до 8 см, эллиптической формы, со слегка зазубренными краями.
Кора коричневато серая, твёрдая и тяжело отделяющаяся. Древесина имеет приятный желтоватый цвет, без сучков, чрезвычайно прочная и тяжёлая (935 кг/м³). Содержит много таннинов и поэтому очень устойчива к воздействию окружающей среды, воды и солнца. Для изготовления мебели эту древесину используют редко из-за её твёрдости. Порой её используют для изготовления балок или для других опорных элементов конструкций строений.
Дерево цветёт с июля по сентябрь, до появления новых листьев. Цветок большой, в форме трубы, лепестки обычно розовые или лиловые, изредка белые, около 5 см длиной. В цветке 4 тычинки и один стаминодий. Плод представляет собой узкую раскрывающуюся коробочку, в которой содержится несколько крылатых семян.
Цветы легко доступны для опылителей. Некоторые колибри — например Florisuga fusca и Anthracothorax nigricollis — предпочитают цветы других представителей рода Tabebuia, в то же время для таких как Heliomaster squamosus это цветы этого дерева могут быть главным источником пищи.

## Использование
Tabebuia impetiginosa, как и другие виды этого рода, часто растёт в диком виде в лесах Центральной и Южной Америки. Используется как медонос, а также в качестве декоративного растения в ландшафтных садах, общественных скверах и на бульварах из-за выразительности и яркой окраски цветов. Широко известное и популярное, это дерево — национальное растение Парагвая.
Внутренняя часть коры Tabebuia impetiginosa применяется в медицинских целях. Её сушат и щепят, а при заваривании получают горький коричневатый чай, известный как лапачо или «тахибо». Неприятный вкус получаемого экстракта уменьшается, если принимать его в виде таблеток или микстуры. Кора лапачо находит применение при гриппе и в холодный сезон года, а также для успокоения кашля курильщиков..
Лапачо играет важную роль в народной медицине многих коренных народов Южной Америки. В последние десятилетия оно стало применяться как общетонизирующее средство и адаптоген. В 1980 годах его рекламировали как имеющее «почти невероятные свойства», способные улучшить качество жизни больных раком и СПИДом Однако главный действующий компонент — лапачол был отвергнут из-за токсичности, которая может вызвать даже смерть человека при приёме в тех количествах, которые необходимы для достижения терапевтического эффекта. Тем не менее, сильные антибиотические и дезинфицирующие свойства лапачола делают возможным его успешное использование в особых случаях. Замечено, что индейские знахари применяют чай лапачо, а также из других видов Tabebuia, как правило, кратковременно, чтобы снять острое недомогание, а не как общеукрепляющее средство. Исследуется возможность использования в качестве антимикробного и дезинфицирующего отхаркивающего средства, например против Pneumocystis pneumonia у больных СПИД.